# Marcin Iwanowski
Marcin Wojciech Iwanowski (ur. 4 października 1971 w Warszawie) – polski inżynier, doktor habilitowany nauk technicznych; specjalizuje się w przetwarzaniu i analizie obrazów, rozpoznawaniu wzorców, morfologii matematycznej oraz sztucznej inteligencji; profesor nadzwyczajny Instytutu Sterowania i Elektroniki Przemysłowej Wydziału Elektrycznego Politechniki Warszawskiej oraz w Instytucie Fizyki Wydziału Fizyki, Astronomii i Informatyki Stosowanej Uniwersytetu Mikołaja Kopernika. 

## Życiorys
Uczęszczał do XIV Liceum Ogólnokształcącego im. Stanisława Staszica w Warszawie. W 1995 ukończył studia z automatyki i robotyki na Politechnice Warszawskiej. Stopień doktorski uzyskał w 2000 roku w Instytucie Sterowania i Elektroniki Przemysłowej Wydziału Elektrycznego PW na podstawie pracy pt. Zastosowanie morfologii matematycznej do interpolacji obrazów cyfrowych (promotorem był prof. Tadeusz Kaczorek).
Drugi dyplom doktorski uzyskał z morfologii matematycznej rok później w Centrum Morfologii Matematycznej Wyższej Szkoły Górniczej w Paryżu (Ecole des Mines de Paris, Centre de Morphologie Mathematique). Ponadto ukończył podyplomowe studia z integracji europejskiej w Centrum Europejskim Uniwersytetu Warszawskiego (2001–2002).
Habilitował się w 2011 w Instytucie Podstaw Informatyki PAN na podstawie oceny dorobku naukowego i publikacji Metody morfologiczne w przetwarzaniu obrazów cyfrowych. Poza macierzystą Politechniką Warszawską od 2011 pracuje także jako profesor nadzwyczajny w Katedrze Automatyki i Systemów Pomiarowych Instytutu Fizyki UMK w Toruniu.
W pracy badawczej zajmuje się takimi zagadnieniami jak: widzenie komputerowe, przetwarzanie obrazów, morfologia matematyczna, rozpoznawanie wzorców, sztuczna inteligencja oraz uczenie maszynowe.
Swoje prace publikował m.in. w „Computer Recognition Systems", „Opto-Electronics Review" oraz w „Przeglądzie Elektrotechnicznym".